# Kórliki
Kórliki (ang. Rabbids) – fikcyjna rasa szalonych antropomorficznych królików, występujących w grach Rayman: Szalone Kórliki, Rayman: Szalone Kórliki 2, Rayman Raving Rabbids TV Party, Rabbids Go Home. Postacie są wrogami tytułowego Raymana.